# Szlak Pałaców i Dworów Powiatu Gnieźnieńskiego
Szlak Pałaców i Dworów Powiatu Gnieźnieńskiego – szlak turystyczny w Polsce, przebiegający przez województwo wielkopolskie, na terenie powiatu gnieźnieńskiego. 

## Założenia szlaku
Szlak łączy miejscowości z pałacami i dworami, ciekawymi ze względów krajoznawczych, możliwymi do zwiedzania przez turystów. Na szlaku znajduje się 6 obiektów oznaczonych tablicami informacyjnymi. Szlak został zrealizowany w ramach projektu "Zintegrowany system informacji wizualnej - szlaki i obiekty turystyczne w powiecie gnieźnieńskim" współfinansowanego przez Unię Europejską z Europejskiego Funduszu Rozwoju Regionalnego w ramach Wielkopolskiego Regionalnego Programu Operacyjnego na lata 2007-2013. Opiekę nad szlakiem sprawuje powiat gnieźnieński. 

## Przebieg szlaku
| Odległość | Atrakcje                                         | Obiekty |
| --------- | ------------------------------------------------ | --- |
| 0,0 km    | dwór · park · zabytek · zabytek techniki         | Kołaczkowo - zespół dworski z końca XIX-XX w. (dwór, gorzelnia, brama wjazdowa, park), nr rejestru zabytków: 259/1 z 15.02.1984 |
| 9,7 km    | dwór · park · zabytek                            | Niechanowo - zespół pałacowy z XVIII-XIX w. (pałac, oficyna, park), nr rejestru zabytków 2522/A z 7.10.1955 i 1552/A z 18.07.1974 |
| 24,8 km   | dwór · park · zabytek · hotel                    | Czerniejewo - zespół pałacowy z XVIII-XX w. (pałac z 1780, przebudowany w 1928, 2 oficyny, stajnia, wozownia, 2 bramy, park, budynek bażantarni z początku XIX w., nr rejestru zabytków: 3/A z 21.02.1964 i 1937/A z 19.01.1984                                        |
|           |                                                  | Gniezno |
| 50,6 km   | dwór · park · zabytek                            | Zdziechowa - zespół dworski z 1870 (dwór, park), nr rejestru zabytków: 2130/A z 30.07.1987 |
| 60,5 km   | dwór · park · zabytek                            | Przysieka - zespół pałacowy (pałac z oficyną z 2 połowy XVIII w., przebudowany w 1910, park z 2 połowy XIX w.), nr rejestru zabytków: 2101/A z 5.11.1986 i 2315/A z 12.08.1994                                                                                         |
| 77,3 km   | dwór · park · zabytek · zabytek techniki · hotel | Zakrzewo - zespół pałacowy (pałac z 1861, oficyna z 1874, park z 2 połowy XIX w.), nr rejestru zabytków: 1381/A z 23.02.1973 oraz zespół folwarczny z XIX w. (wozownia, obora, stodoła, magazyn zbożowy, kuźnia, gorzelnia), nr rejestru zabytków: 2142/A z 12.01.1988 |

## Galeria

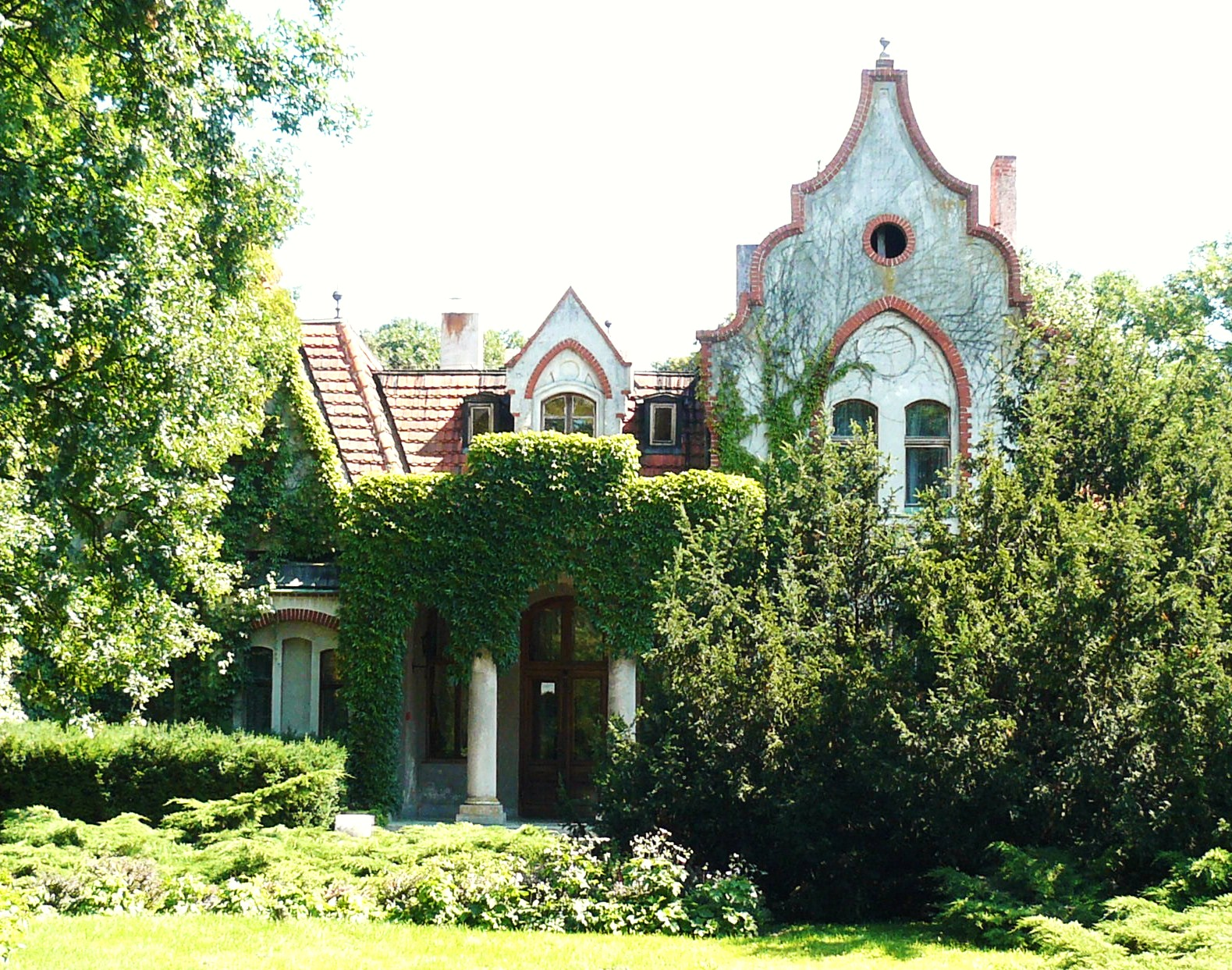
Dwór w Kołaczkowie
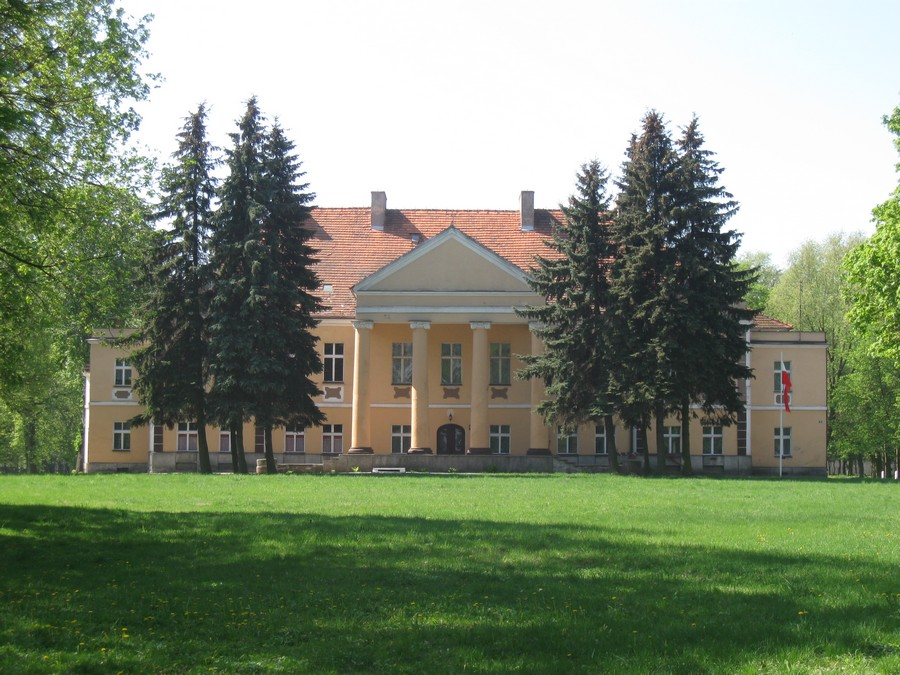
Pałac w Niechanowie
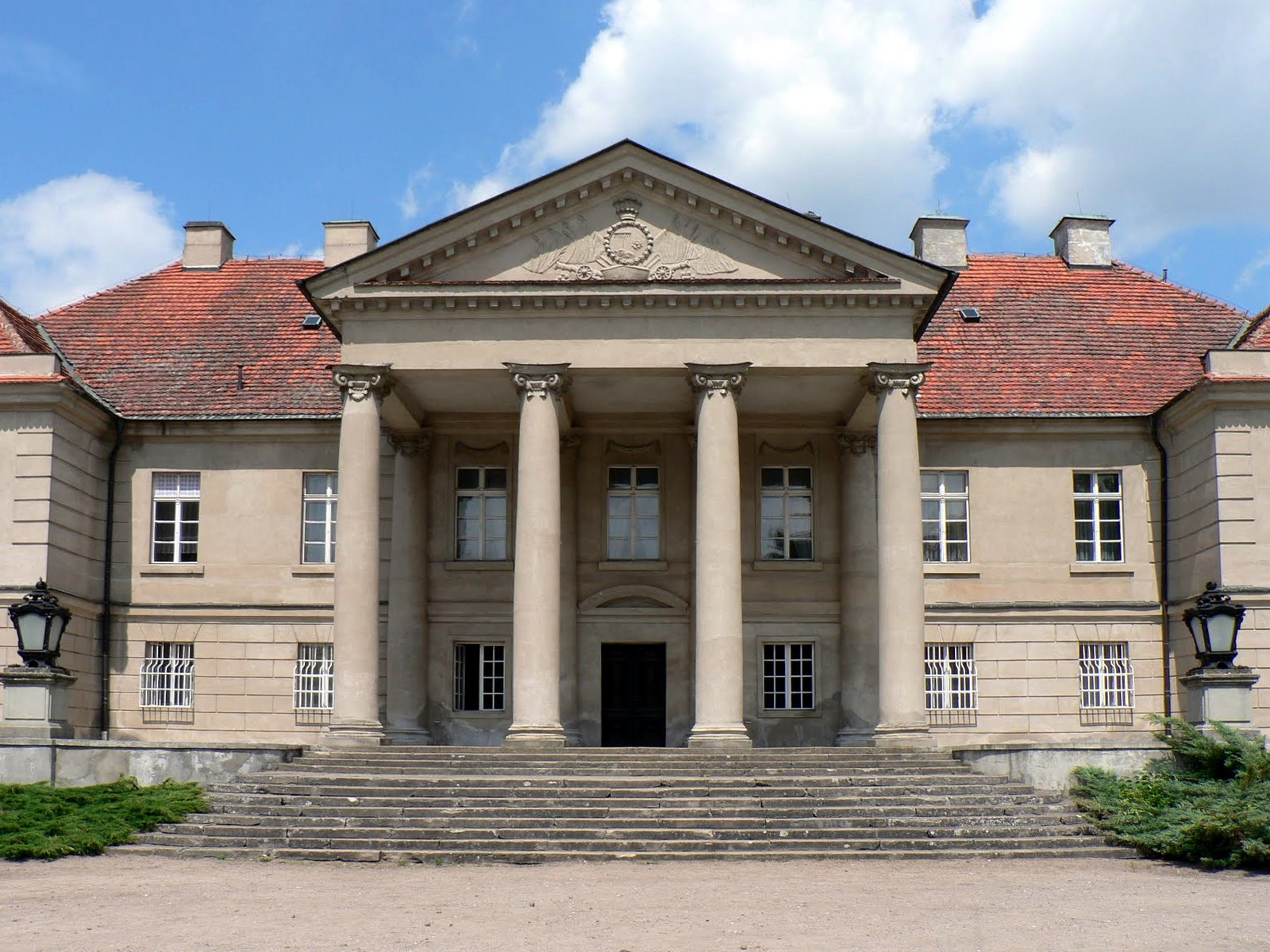
Pałac w Czerniejewie
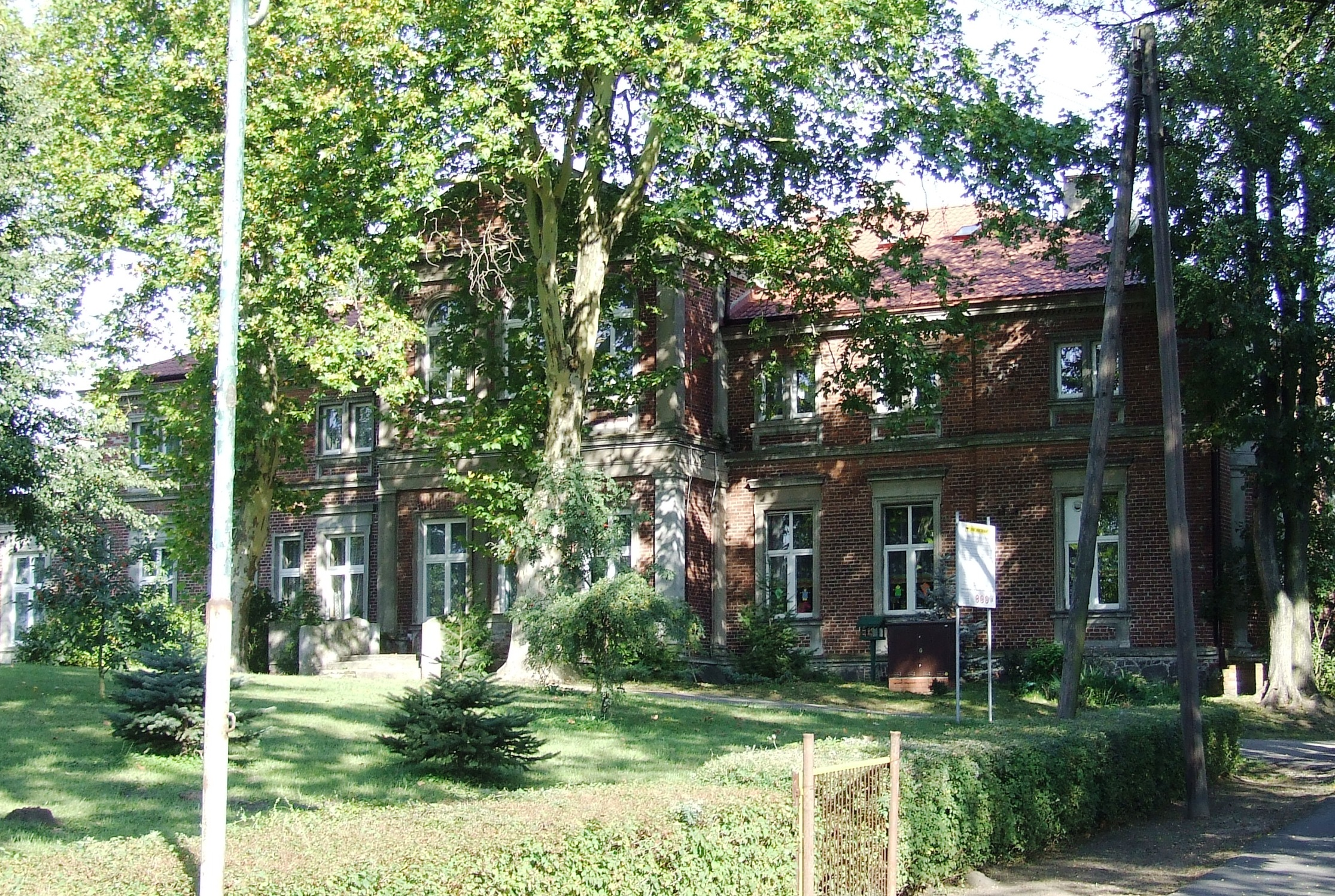
Dwór w Zdziechowie
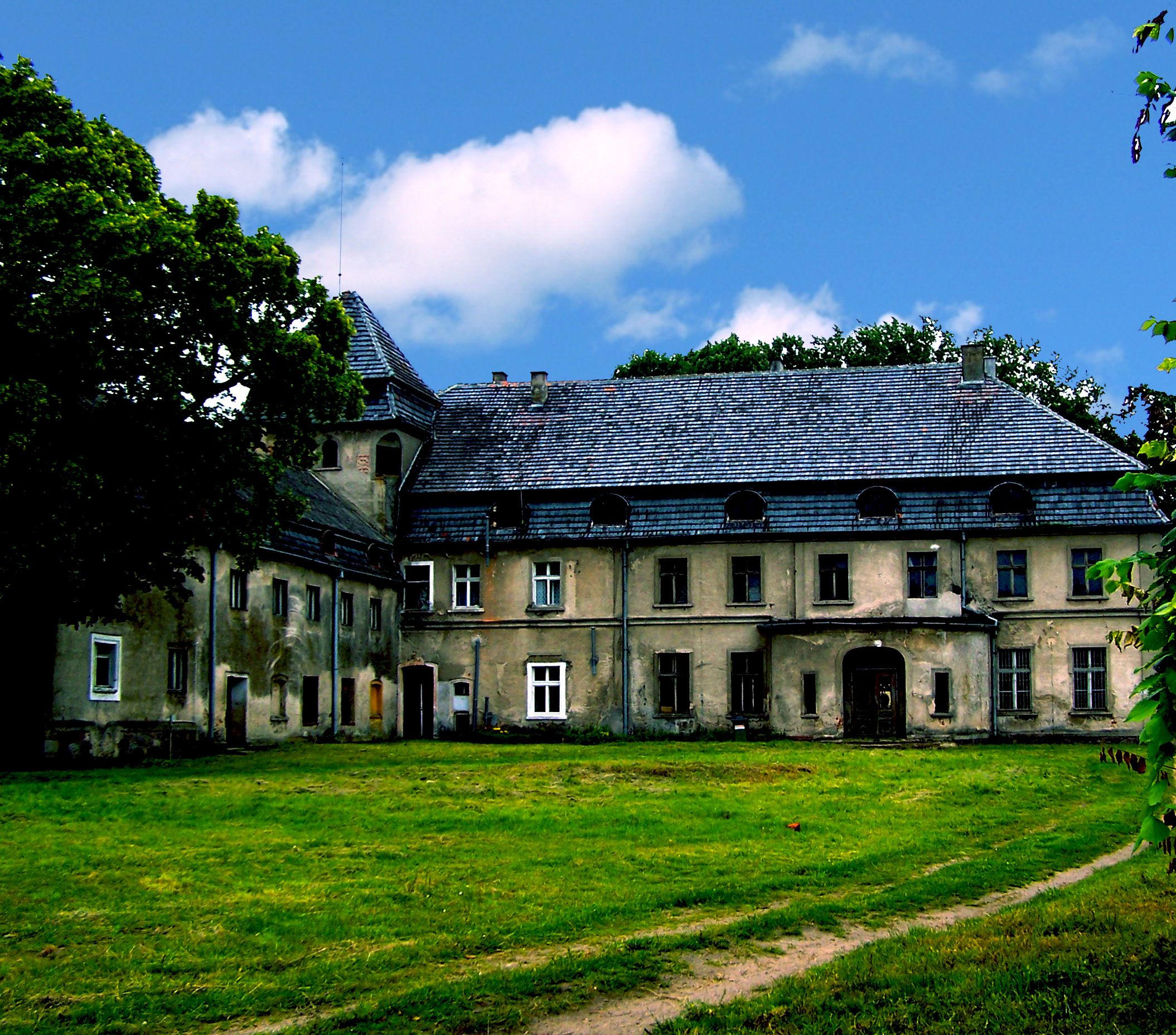
Pałac w Przysiece
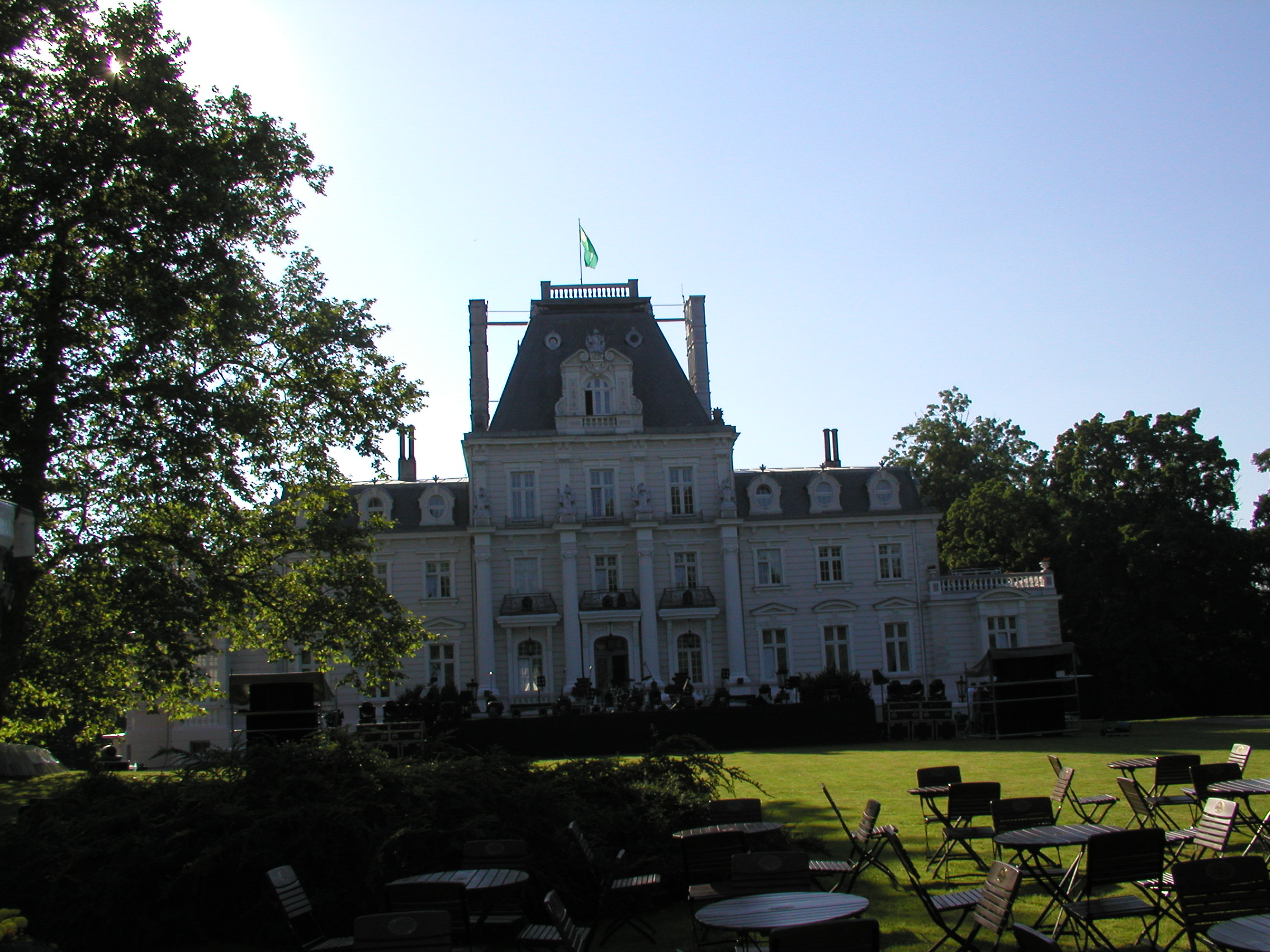
Pałac w Zakrzewie